# Інабасан-Мару
Інабасан-Мару — транспортне судно, яке під час Другої світової війни брало участь у операціях японських збройних сил на Тихому океані. 
Судно спорудили в 1916 році на верфі Nagata Sanjuro у Осаці для компанії  Kusakabe Kyutaro. 
9 лютого 1942-го «Інабасан-Мару» та ще 13 суден вийшли з в'єтнамської бухти Камрань та попрямували до Палембангу (центр нафтової промисловості на Суматрі). 14 лютого за півсотні кілометрів на північний захід від острова Бангка конвой атакували шість австралійських шість літаків «Бленхейм», яким вдалось потопити «Інабасан-Мару».